# Oroya borchersii
Oroya borchersii ist eine Pflanzenart in der Gattung Oroya aus der Familie der Kakteengewächse (Cactaceae).

## Beschreibung
Oroya borchersii wächst einzeln oder bildet Gruppen mit Trieben die bei Durchmessern von 15 bis 22 Zentimetern Wuchshöhen von 12 bis 32 Zentimetern erreichen. Es sind 12 bis 30 Rippen vorhanden. Die braunen Areolen sind verlängert. Die gelblichen bis rötlich braunen, 2 bis 2,5 Zentimeter langen Dornen lassen sich nur schwer in Mittel- und Randdornen unterscheiden. Es sind 1 bis 3 Mitteldornen und 25 bis 30 dünne und nadelartig bis borstenartige, kammförmig angeordnete Randdornen vorhanden.
Die gelb bis grünlich gelben Blüten sind bis 2 Zentimeter lang und erreichen Durchmesser von 1,5 Zentimetern. Die keulenförmigen Früchte sind gelbgrün und bis 2,5 Zentimeter lang.

## Verbreitung, Systematik und Gefährdung
Oroya borchersii ist in der peruanischen Region Ancash in der Cordillera Blanca und der Cordillera Negra in Höhenlagen von 3900 bis 4300 Metern verbreitet.
Die Erstbeschreibung als Echinocactus borchersii wurde 1933 durch Friedrich Bödeker veröffentlicht. Curt Backeberg stellte die Art 1958 in die Gattung Oroya.
In der Roten Liste gefährdeter Arten der IUCN wird die Art als „Least Concern (LC)“, d. h. als nicht gefährdet geführt.

## Nachweise